# Kasper Junker
Kasper Junker (Vejle, 1994. március 5. –) dán korosztályos válogatott labdarúgó, a japán Nagoja Grampus csatárja kölcsönbe az Urava Red Diamonds csapatától.

## Pályafutása

### Klubcsapatokban
A Vinding SF és a Djursland, valamint a Randers korosztályos csapataiban nevelkedett. 2014. március 7-én mutatkozott be gólpasszal a Randers csapatában a Vestsjælland elleni 1–1-es döntetlennel végződő bajnoki találkozón. 2016 nyarán az Aarhus csapatába szerződött három évre. 2017. március 15-én mesterhármast szerzett a Horsens csapata elleni kupa mérkőzésen. 2018. augusztus 31-én öt évre szóló szerződést kötött a Horsens csapatával. Szeptember 16-án góllal mutatkozott be az Aarhus GF elleni bajnoki mérkőzésen. 2019 augusztusában a norvég Stabæk csapatához került kölcsönbe félévre. 2019. december 17-én bejelentették, hogy három évre aláírt a szintén norvég Bodø/Glimt csapatához. Első öt bajnoki mérkőzésén öt gólt szerzett, az FK Haugesund ellen mesterhármast jegyzett. A szezon végén bajnoki és gólkirályi címet szerzett csapatával.

### A válogatottban
Tagja volt a 2017-es U21-es labdarúgó-Európa-bajnokságon résztvevő válogatottnak, de pályára nem lépett.

## Statisztika
2021. november 27. szerint
| Klub       | Szezon   | Bajnokság     | Bajnokság | Bajnokság | Kupa  | Kupa  | Nemzetközi | Nemzetközi | Összesen | Összesen |
| Klub       | Szezon   | Osztály       | Mérk.     | Gólok     | Mérk. | Gólok | Mérk.      | Gólok      | Mérk.    | Gólok    |
| ---------- | -------- | ------------- | --------- | --------- | ----- | ----- | ---------- | ---------- | -------- | -------- |
| Randers    | 2013–14  | Dán Superliga | 4         | 0         | 0     | 0     | –          | –          | 4        | 0        |
| Randers    | 2014–15  | Dán Superliga | 5         | 0         | 0     | 0     | –          | –          | 5        | 0        |
| Randers    | 2015–16  | Dán Superliga | 8         | 0         | 2     | 1     | –          | –          | 10       | 1        |
| Randers    | Összesen | Összesen      | 17        | 0         | 2     | 1     | –          | –          | 19       | 1        |
| Aarhus     | 2016–17  | Dán Superliga | 26        | 3         | 1     | 3     | –          | –          | 27       | 6        |
| Aarhus     | 2017–18  | Dán Superliga | 28        | 4         | 0     | 0     | –          | –          | 28       | 4        |
| Aarhus     | 2018–19  | Dán Superliga | 7         | 0         | 0     | 0     | –          | –          | 7        | 0        |
| Aarhus     | Összesen | Összesen      | 61        | 7         | 1     | 3     | –          | –          | 62       | 10       |
| Horsens    | 2018–19  | Dán Superliga | 22        | 3         | 1     | 0     | –          | –          | 23       | 3        |
| Horsens    | 2019–20  | Dán Superliga | 3         | 0         | 0     | 0     | –          | –          | 3        | 0        |
| Horsens    | Összesen | Összesen      | 25        | 3         | 1     | 0     | –          | –          | 26       | 3        |
| Stabæk     | 2019     | Eliteserien   | 12        | 6         | 0     | 0     | –          | –          | 12       | 6        |
| Bodø/Glimt | 2020     | Eliteserien   | 25        | 27        | 0     | 0     | 1          | 1          | 26       | 28       |
| Urava Reds | 2021     | J1 League     | 20        | 9         | 9     | 7     | –          | –          | 29       | 16       |
| Összesen   | Összesen | Összesen      | 160       | 52        | 13    | 11    | 1          | 1          | 174      | 64       |

## Sikerei, díjai

### Klub
- Bodø/Glimt
  - Eliteserien: 2020

### Egyéni
- Eliteserien gólkirály: 2020 (27 góllal)